# Abou Abdel Rahman al-Bilaoui
Adnan Ismaïl Najm, dit Abou Abdel Rahman al-Bilaoui, né en 1971 à Al-Khalidiya et mort le 6 juin 2014 à Mossoul, est un militaire irakien, officier de l'armée irakienne, puis chef djihadiste de l'État islamique.

## Biographie
Adnan Ismaïl Najm al-Bilaoui al-Doulaïmi est originaire d'Al-Khalidiya, dans la province d'Al-Anbar. Il s'engage dans l'armée irakienne et arrive jusqu'au grade de capitaine.
Après l'invasion américaine de l'Irak en 2003, il rejoint Al-Qaïda en Irak. Il est arrêté en 2005 et emprisonné à camp Bucca.
Par la suite, sous les ordres d'Abou Bakr al-Baghdadi, il devient le chef du Conseil militaire de l'État islamique en Irak et au Levant qui intervient sur 18 des provinces irakiennes.
En juin 2014, il dirige l'attaque de Mossoul, mais il est tué dès le début des combats,.